# Summertime (Moritz-Pride-Album)
Summertime ist ein Musikalbum von Jonathan Moritz und Mike Pride. Die im Juni und August 2021 entstandenen Aufnahmen erschienen am 28. Juni 2024 auf Neither/Nor Records.

## Hintergrund
Der Saxophonist Jonathan Moritz spielte zuvor in mehreren Gruppen mit dem Schlagzeuger Mike Pride, etwa mit Ken Filiano und Nate Wooley, im Jonathan Moritz Trio (Secret Tempo, mit Shayna Dulberger, 2013) und in der Death-Metal-Band Kalashnikov von Jamie Saft/Mike Pride. Diese Duo-Aufnahme ist die zweite des Duos Moritz/Pride und folgt auf The Invitation (Astral Spirits, 2020).
Die drei Titel wurden zu verschiedenen Gelegenheiten eingespielt; „Mushrooms“ entstand beim Infrequent Streems Festival am 5. Juni 2021, während „TD-2+“ am 20. August 2021 im Hinterhof von Pride und einen Tag zuvor „By the Stream (for John McLellan)“ am Flussufer in New Gloucester, Maine, aufgenommen wurden. Das letztgenannte Stück ist dem Schlagzeuger John McLellan gewidmet.

## Titelliste
- Jonathan Moritz & Mike Pride: Summertime (Neither/Nor Records)

1. Mushrooms 10:11
2. TD-2+ 10:48
3. By the Stream (for John McLellan) 29:22

Die Kompositionen stammen von Jonathan Moritz und Mike Pride.

## Rezeption

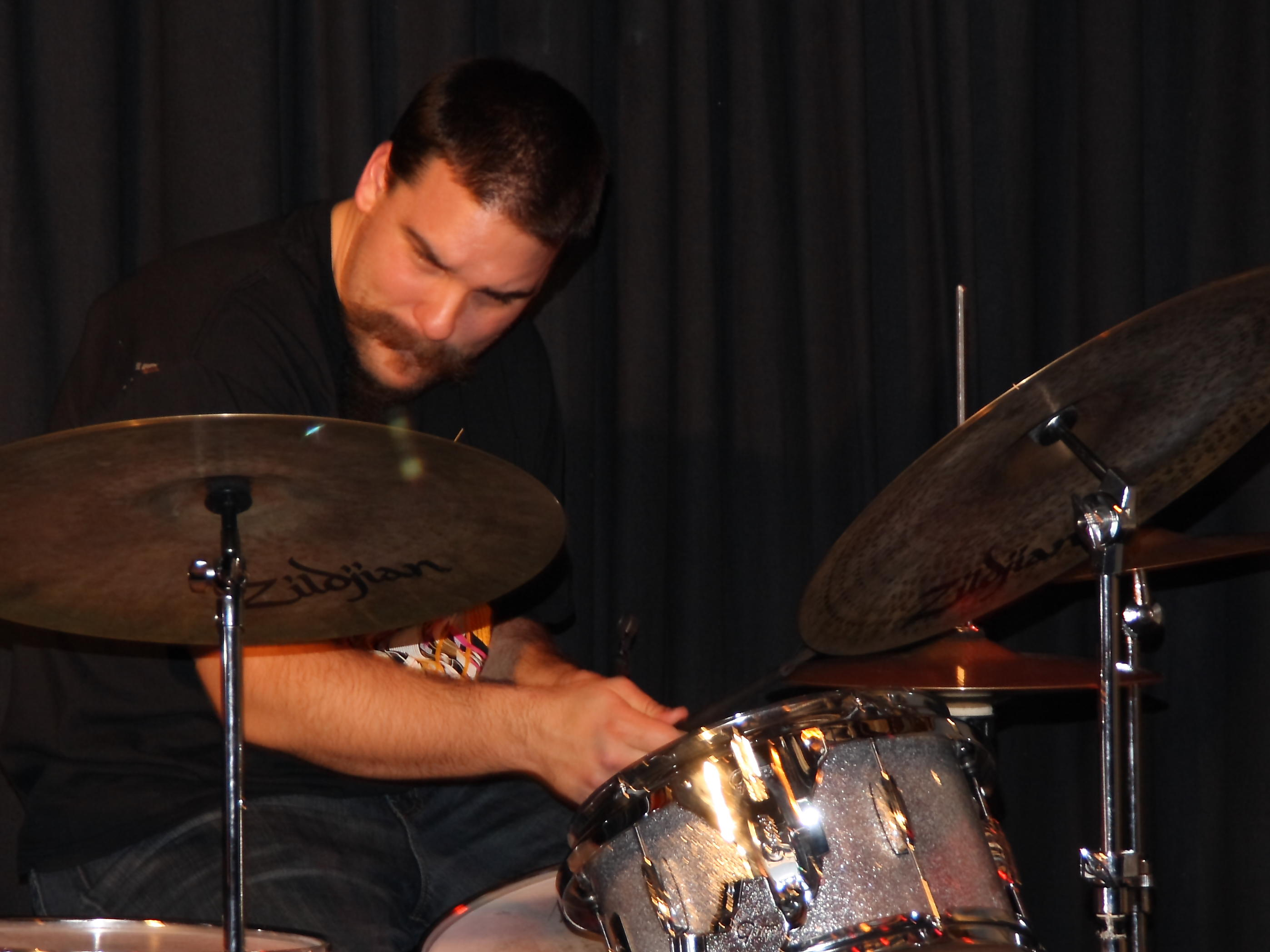
Mike Pride bei einem Auftritt im club W71, Weikersheim (um 2010)

Nach Ansicht von Mark Corroto, der das Album in All About Jazz rezensierte, hat bei dieser Veröffentlichung oder jeder anderen freien Improvisation das Eintauchen [in die Musik] Vorrang vor dem Verstehen. Mit anderen Worten: „Genießen Sie die Aussicht, anstatt hier ein Feldlager zu errichten.“  Während das im Konzert live entstandene erste Stück schnell in einen klassischen Free-Jazz-Angriff à la „Saxophon-gegen-Schlagzeug“ übergehe, bei dem Energie der Hauptbestandteil sei, würden die beiden folgenden Stücke die Klangerzeugung gegenüber Obertönen betonen und sich mehr auf die Atmosphäre als auf Instrumente verlassen. „By the Stream“ wurde als Field Recording aufgenommen, in der Postproduktion wurden fließendes Wasser und unheimliche, unzusammenhängende Stimmen hinzugefügt. Moritz‘ Saxophonspiel, insbesondere mit seinem Sopraninstrument, wechsle zwischen schwungvoll, üppig und gleitfähig. Gleichzeitig würde Pride die Aufgabe wahrnehmen, die unterschiedlichen Töne mit seiner offenen Palette an Klangfarben und perkussiven Resonanzen hervorzuheben. Die Musik hier lege nahe, dass die Hörer diese Aufnahme eher erleben sollten, anstatt sie zu entschlüsseln.